# Porphyrinia rosea
Porphyrinia rosea là một loài bướm đêm trong họ Noctuidae.